# Dzięcioły (powiat wołomiński)
Dzięcioły – wieś w Polsce położona w województwie mazowieckim, w powiecie wołomińskim, w gminie Tłuszcz. Ma status sołetwa.
| SIMC    | Nazwa      | Rodzaj    |
| ------- | ---------- | --------- |
| 0521495 | Pólko      | część wsi |
| 0521503 | Wilczeniec | część wsi |

W latach 1975–1998 miejscowość należała administracyjnie do województwa ostrołęckiego.
We wsi znajduje się jednostka Ochotniczej Straży Pożarnej. Wieś leży nad rzeką Cienką.
Wierni Kościoła rzymskokatolickiego należą do parafii Przemienienia Pańskiego w Tłuszczu.